# Sam McClements
Sam McClements (1945 - Dundonald, september 1989) was een Noord-Iers motorcoureur.
Sam McClements was een groot liefhebber van de Ierse, Noord-Ierse en Britse stratencircuits. 

## Carrière
Hij reed bijna uitsluitend op circuits als Dundrod (Ulster Grand Prix), The Triangle (North West 200), Cookstown, Tandragee (Tandragee 100), Billown (Southern 100) Killinchy (Killinchy 150), Skerries en natuurlijk de Snaefell Mountain Course op het eiland Man (Manx Grand Prix en Isle of Man TT).
Hij debuteerde in de Manx Grand Prix Senior Race van 1972 met een toen al hopeloos verouderde Norton Manx, waarmee hij toch nog als elfde wist te finishen. Tot 1975 bleef hij in de "Manx" rijden, waarbij hij in dit jaar derde werd in de Junior Race en de Senior race won. Hij deed dat waarschijnlijk met dezelfde Yamaha TZ 350, die voor de 500cc-Senior van iets grotere cilinders en zuigers was voorzien. Een promotie naar de Isle of Man TT werd daardoor onvermijdelijk en tot 1986 zou hij hieraan in meerdere klassen blijven deelnemen. In het seizoen 1976 werd hij tiende in de Junior TT, die toen nog meetelde voor het wereldkampioenschap wegrace en dat leverde hem het enige WK-punt van zijn carrière op. Zijn beste seizoenen waren echter 1980 en 1985, toen hij derde werd in de Formula One TT. Heel zelden stak hij de Ierse Zee en het Kanaal over om in de TT van Assen aan de Formule 1-motorraces deel te nemen. In die klasse werd hij in 1979 achtste, in 1980 vierde, in 1981 zesde, in 1982 tiende, in 1983 zevende, in 1985 achtste, in 1986 twintigste en in 1989 achttiende. Hij won de Tandragee 100 acht keer en werd in 1973 derde in de North West 200.

## Overlijden
Sam McClements verongelukte begin september 1989 tijdens een race in Carrowdore. Toen hij aan de leiding reed werd hij plotseling geconfronteerd met een langzaam rijdende achterblijver. Toen hij die probeerde te ontwijken kwam hij ten val en vloog hij door een hek. Hij werd naar het ziekenhuis van Dundonald gebracht, waar hij overleed. 

## Isle of Man TT resultaten
(Gekleurde achtergrond: race telde mee in het wereldkampioenschap wegrace)
| Jaar | Klasse                    | Team  | Motorfiets           | Plaats |
| ---- | ------------------------- | ----- | -------------------- | ------ |
| 1976 | Classic TT                | Privé | Yamaha               | 12     |
| 1976 | Senior TT                 | Privé | Yamaha               | DNF    |
| 1976 | Junior TT                 | Privé | Yamaha               | 10     |
| 1976 | Lightweight 250 cc TT     | Privé | Yamaha               | 18     |
| 1976 | Production TT             | Privé | Honda                | DNF    |
| 1977 | Formula One TT            | Privé | Triumph              | DNF    |
| 1977 | Jubilee TT                | Privé | Triumph              | 15     |
| 1977 | Classic TT                | Privé | Triumph              | 18     |
| 1977 | Senior TT                 | Privé | Campbell-Yamaha      | DNF    |
| 1977 | Junior 250 cc TT          | Privé | Yamsel               | 22     |
| 1978 | Classic TT                | Privé | Yamaha               | DNF    |
| 1979 | Classic TT                | Privé | Onbekend             | DNF    |
| 1979 | Junior 250 cc TT          | Privé | Anderson-Yamaha      | 17     |
| 1979 | Senior TT                 | Privé | Ryan-Norton          | DNF    |
| 1980 | Classic TT                | Privé | Honda                | 6      |
| 1980 | Formula One TT            | Privé | Honda                | 3      |
| 1981 | Senior TT                 | Privé | Suzuki               | DNF    |
| 1981 | Junior TT                 | Privé | Onbekend             | DNF    |
| 1981 | Classic TT                | Privé | Onbekend             | DNF    |
| 1981 | Formula One TT            | Privé | Suzuki               | 5      |
| 1982 | Senior 500 cc TT          | Privé | Suzuki               | 7      |
| 1982 | Classic TT                | Privé | Suzuki               | DNF    |
| 1982 | Formula One TT            | Privé | Onbekend             | DNF    |
| 1983 | Senior Classic TT         | Privé | Suzuki               | DNF    |
| 1983 | Junior 350 cc TT          | Privé | Yamaha               | 4      |
| 1983 | Formula One TT            | Privé | Suzuki               | 6      |
| 1984 | Senior TT                 | Privé | Keen-Suzuki          | 13     |
| 1984 | Production 751-1500 cc TT | Privé | Kawasaki             | 14     |
| 1984 | Classic TT                | Privé | Suzuki               | DNF    |
| 1984 | Historic 500 cc TT        | Privé | Norton               | DNF    |
| 1984 | Formula One TT            | Privé | Triumph              | DNF    |
| 1985 | Senior TT                 | Privé | Suzuki               | 4      |
| 1985 | Production 751-1500 cc TT | Privé | Mitsui-Yamaha        | 20     |
| 1985 | Formula One TT            | Privé | Yamaha               | 3      |
| 1986 | Formula One TT            | Privé | Onbekend             | DNF    |
| 1988 | Senior TT                 | Privé | Honda                | 10     |
| 1988 | Formula One TT            | Privé | Onbekend             | DNF    |
| 1989 | Senior TT                 | Privé | Honda                | 7      |
| 1989 | Supersport 600 TT         | Privé | Eden Car Sales Honda | 30     |
| 1989 | Formula One TT            | Privé | Honda                | 9      |